# Station Hautmont
Station Hautmont (Frans: Gare d'Hautmont) is een spoorwegstation in Hautmont. Het station is gelegen aan de lijnen Creil - Jeumont en Hautmont - Feignies (grens).